# نیوسیتی (نیویورک)
نیوسیتی (به انگلیسی: New City) یک منطقهٔ مسکونی در ایالات متحده آمریکا است که در شهرستان راکلند، نیویورک واقع شده‌است. نیوسیتی ۴۲٫۴ کیلومتر مربع مساحت و ۳۳٬۵۵۹ نفر جمعیت دارد و ۴۸ متر بالاتر از سطح دریا واقع شده‌است.